# ویز خلیفه
کامرون جبریل توماز (زاده ۸ سپتامبر، ۱۹۸۷) که با نام هنری خود ویز خلیفه (به انگلیسی: Wiz Khalifa؛ تلفظ: ‎/kəˈliːfə/‎) شناخته می‌شود، رپر، خواننده و ترانه‌سرا آمریکایی است. او اولین آلبوم خود را با نام نمایش و اثبات در سال ۲۰۰۶ منتشر کرد و در سال ۲۰۰۷ با برادران وارنر قرارداد امضا کرد. تک آهنگ یورودنس او به نام بگو آره به پخش در رادیویی شهری رسید، این آهنگ در نمودارهای ریتمیک تاپ ۴۰ و آهنگ‌های داغ رپ سال ۲۰۰۸ قرار گرفت و به اولین ترانه نسبتاً موفق و دیده‌شده او تبدیل شد.
توماز از برادران وارنر جدا شد و دومین آلبوم خود با نام قبوله یا نه را در نوامبر ۲۰۰۹ منتشر کرد. وی سپس با آتلانتیک رکوردز قرارداد امضا کرد. توماز با اولین تک آهنگ خود برای آتلانتیک، سیاه و زرد رویکرد رادیو پسندتری را اتخاذ کرد. این آهنگ که ادای احترامی به زادگاهش پیتسبرگ بود، اولین بار در رتبه ۱۰۰ و در نهایت به رتبه ۱ در بیلبورد هات ۱۰۰ رسید. این ترانه که نامزدی دو جایزه گرمی را برای او به همراه داشت، به عنوان تک‌آهنگ اصلی سومین آلبوم او، رولینگ پیپرز (۲۰۱۱) انتخاب شد، آلبومی که علیرغم نقدهای متفاوت به موفقیت تجاری رسید.
در دسامبر ۲۰۱۲، استقبال و موفقیت آلبوم اُ. اِن. آی. اِف. سی. با تک آهنگ‌های ورک هارد، پلی هارد و ریممبر یو (با همکاری د ویکند) دنبال شد. توماز پنجمین آلبوم خود را با نام بلک هالیوود در اوت ۲۰۱۴ منتشر کرد که تک‌آهنگ اصلی آن، وی دم بویز بود. این آلبوم، اولین آلبوم او بود که به صدر بیلبورد ۲۰۰ رسید. در مارس ۲۰۱۵، او دوباره می‌بینمت (با همکاری چارلی پوث) را برای موسیقی متن فیلم سریع و خشن ۷ و ادای احترام به بازیگر فقید، پل واکر منتشر کرد که این آهنگ به مدت ۱۲ هفته غیرمتوالی در رتبه اول بیلبورد هات ۱۰۰ جای داشت. این ترانه در سه بخش نامزد جایزه گرمی شد و موفق‌ترین اثر توماز تا به امروز محسوب می‌شود.
خارج از موسیقی، توماز در برنامه‌های تلویزیونی و فیلم‌ها از جمله هم‌بازی با اسنوپ داگ در فیلم کمدی مک و دوین به دبیرستان می‌روند (۲۰۱۲) ایفای نقش کرده‌است. او که همچنین به دلیل استفاده فراوان از ماری‌جوآنا شناخته می‌شود، برند خود را با نام کالیفا کوش در سال ۲۰۱۶ راه‌اندازی کرد و در سال ۲۰۲۲ عرضه محصولاتش را گسترش داد.

## اوایل زندگی
کامرون جبریل توماز در ۸ سپتامبر ۱۹۸۷ در ماینت، داکوتای شمالی از پدر و مادری که در نیروهای مسلح ایالات متحده آمریکا خدمت می‌کردند به دنیا آمد. پدر و مادرش زمانی که او حدوداً سه ساله بود طلاق گرفتند. قبل از اقامت در پیتسبرگ به همراه مادرش در حدود سال ۱۹۹۶ و سپس تحصیل در دبیرستان تیلور آلدردایس، او به دلیل شغل والدینش که مدام جابه‌جا می‌شدند، مدتی در آلمان، بریتانیا و ژاپن نیز زندگی کرده‌است. وی اندکی پس از نقل مکان به پیتسبرگ، قبل از نوجوانی‌اش شروع به نوشتن و خواندن اشعار خود کرد.
نام هنری او از کلمه عربی «خلیفه» و کلمه انگلیسی «ویزدم» گرفته شده‌است که بعداً آن را به «ویز» خلاصه کرد. او در مصاحبه‌ای با سایت اسپینر، دربارهٔ نام خود گفته‌است: «بابابزرگم مسلمان است و او اینگونه مرا صدا می‌کرد، یانگ ویز؛ چون من در هر کاری خوب بودم و او احساس می‌کرد که این همان کاری است که من با موسیقی خود انجام می‌دهم.» توماز در تولد ۱۷ سالگی‌اش نام هنری خود را خالکوبی کرد.
در سن ۱۵ سالگی، او به‌طور مرتب موسیقی خود را در یک استودیوی محلی به نام «.I.D. Labs» ضبط می‌کرد. اریک دَن صاحب استودیو، تحت تأثیر استعدادش قرار گرفت، به او پیشنهاد داد که دستیار و کارآموزش شود و در ازای آن از استودیو برای ضبط کارهایش به‌طور رایگان استفاده کند. دن، که یک کهنه‌کار در عرصه هیپ هاپ پیتسبرگ است، به پرورش و راهنمایی او در اوایل کارش کمک می‌کند.

## زندگی شخصی

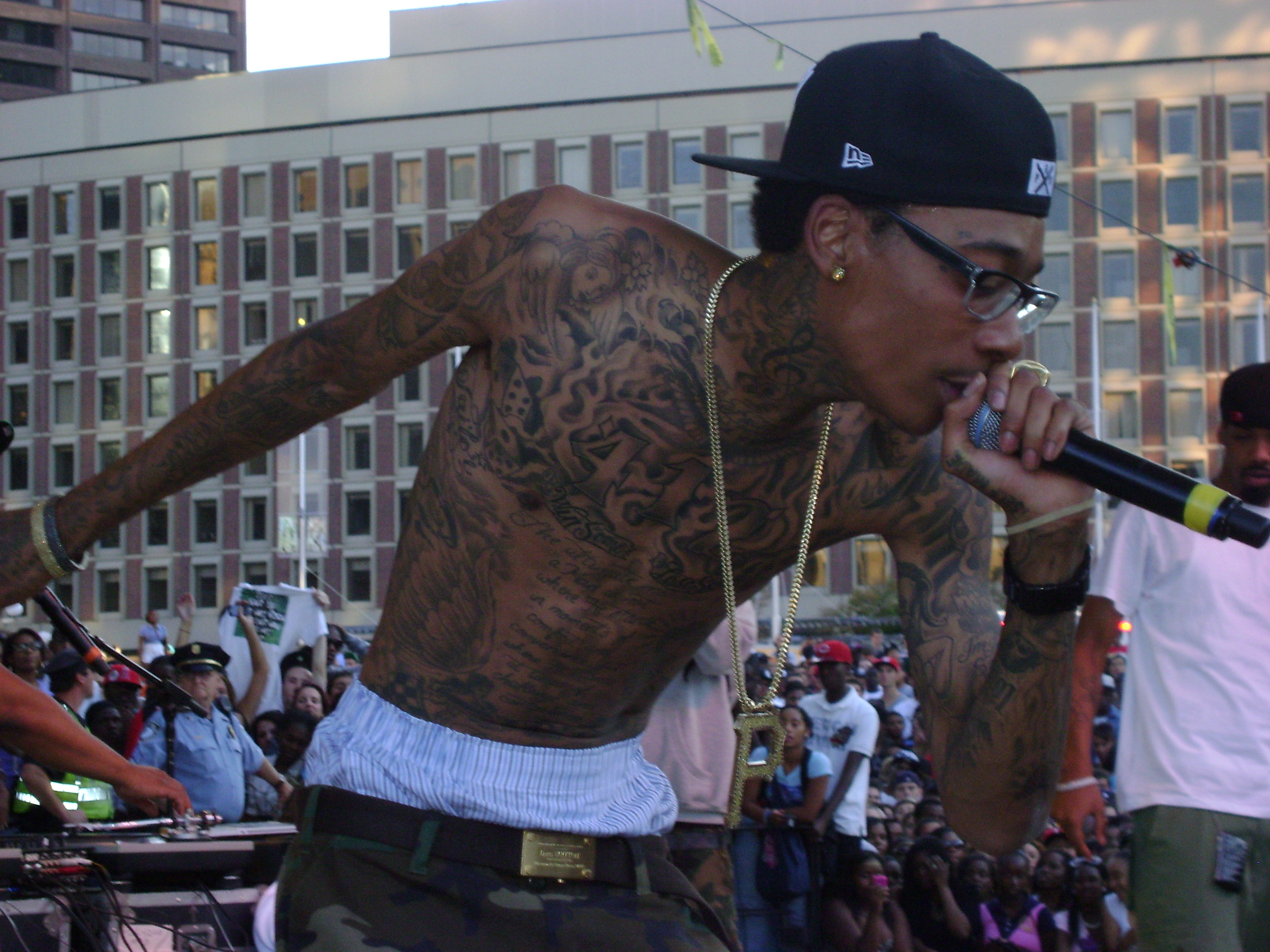
ویز خلیفه در حال اجرا در پروژه موسیقی شهری بوستون (BUMP) در بوستون سیتی هال پلازا در بوستون، ماساچوست ایالات متحده آمریکا در روز شنبه، ۷ آگوست ۲۰۱۰.

شورای شهر پیتسبرگ ۱۲-۱۲-۱۲ (۱۲ دسامبر ۲۰۱۲) را به عنوان روز ویز خلیفه در این شهر نامگذاری کرده‌اند. توماز از دبیرستان تیلور آلدردایس پیتسبرگ فارغ‌التحصیل شده‌است.
او در اوایل سال ۲۰۱۱ با مدلی به نام امبر رز آشنا شد. آنها در ۱ مارس ۲۰۱۲ نامزد، و در ۸ ژوئیه ۲۰۱۳ باهم ازدواج کردند؛ همچنین یک پسر به نام سباستین تیلور (متولد ۲۰۱۳) دارند. در ۲۴ سپتامبر ۲۰۱۴، اعلام شد که رز به دلیل تفاوت‌های ناسازگار درخواست طلاق خواهد داد، و از سال ۲۰۱۵، حضانت پسرشان را مشترکاً بر عهده گرفتند.
توماز به استفاده زیاد و آشکار ماری‌جوآنا شهرت دارد و در بسیاری از مصاحبه‌ها ادعا کرده که زمانی ماهانه ده هزار دلار برای آن خرج کرده‌است. او از اوایل سال ۲۰۱۴ به جای هزینه، تصمیم گرفت محصولات ماری‌جوآنا خودش را با نام «کالیفا کوش» بفروشد. در سال ۲۰۱۶، او در برنامه آشپزی مارتا استوارت و اسنوپ داگ، با بسته‌ای از محصولاتش حضور پیدا کرد.
در مه ۲۰۱۷، توماز به ورزش رزمی جوجیتسو برزیلی روی آورد. مدت کوتاهی پس از آن، به تمرین‌کردن در موای تای با کت زینگانو مدعی سابق قهرمانی سبک‌وزن یواف‌سی مشغول شد. در ۲۴ آوریل ۲۰۱۸، یوکااو، برند موای تای تایلندی میزبان یک جلسه خصوصی موای تای برای او با اسطوره بوکس تایلندی «سِنچای» بود.
در آوریل ۲۰۲۱، توماز در یک لیگ هنرهای رزمی ترکیبی به نام لیگ مبارزان حرفه‌ای سرمایه‌گذاری کرد.

## واژه‌نامه
1. ↑  Show and Prove
2. ↑  Say Yeah
3. ↑  Deal or No Deal
4. ↑  Rolling Papers
5. ↑  O.N.I.F.C.
6. ↑  Work Hard, Play Hard
7. ↑  Remember You
8. ↑  Blacc Hollywood
9. ↑  We Dem Boyz
10. ↑  Wisdom
11. ↑  Khalifa Kush (KK)